# 伊爾比特
57°40′N 63°04′E / 57.667°N 63.067°E
伊爾比特（俄语：Ирби́т）是俄羅斯斯維爾德洛夫斯克州東部的一個城市，位於尼察河畔。2002年人口43,318人。
1631年建城，時稱。1662年改稱伊爾比特。1775年因抵抗普加喬夫起義而獲得城市地位。伊爾比特市集是19世紀中國茶葉和西伯利亞皮草的交易場所。
當地目前以汽車製造、製藥、食品工業為主要經濟活動。